# فلم ناروتو شيبودن: إرادة النار
فيلم ناروتو شيبودن: إرادة النار 劇場版 NARUTO-ナルト- 疾風伝 火の意志を継ぐ者 (غيكيجوبان ناروتو شيبودن هي نو إشي وو تسوغومونو حرفيًا "ورثة إرادة النار") هو الفيلم السادس لناروتو والثالث لناروتو شيبودن؛ تم إنتاجه عام 2009 من إخراج ماساهيكو موراتا وتوزيع شركة توهو المحدودة. عُرض هذا الفيلم في اليابان في أغسطس/آب 
وأُصدر الديفيدي في 21 أبريل/نيسان 2010؛ سبقه فيلم الروابط ويليه البرج المفقود.

## القصة
في الاندلاع المحتمل لحرب النينجا العظمى الرابعة، يختفي نينجا عديدين بقدرات كيكي غينكاي من دول دولة البرق ودولة الأرض ودولة الماء ودولة الرياح. وتبقى دولة النار هي الدولة الوحيدة التي لم تتأثر بهذه الحوداث فيشك الناس إذا ما كانت متورطة في هذه الحوادث، وتبدأ الشائعات تنتشر حول تمرد محتمل. مع تعبئة الدول الأخرى لقوات على حدود دولة النار وتهدد بغزو، الحاكم الإقطاعي لدولة النار يأمر تسونادي بإلقاء القبض على المجرم الحقيقي لتبرئة قرية الورق، وفي حالة فشلها ستدمر دولة النار القرية للحفاظ على السلام العالمي.

## فريق العمل
| الدور           | المؤدي الياباني |
| --------------- | --------------- |
| ناروتو أوزوماكي | جونكو تاكيوتشي  |
| ساكورا هارونو   | تشي ناكامورا    |
| ساي             | ساتوشي هينو     |
| كاكاشي هاتاكي   | كازهيكو إينوي   |
| تشوجي أكميتشي   | كينتارو إيتو    |
| نيجي هيوغا      | كويتشي توتشيكا  |
| كيبا إينوزوكا   | كوسكي توريومي   |
| إينو ياماناكا   | ريوكا يوزوكي    |
| هيناتا هيوغا    | نانا ميزكي      |
| شينو أبورامي    | شينجي كاوادا    |
| شيكامارو نارا   | شوتارو موريكبو  |
| روك لي          | يويشي ماسوكاوا  |
| تن تن           | يوكاري تامرا    |
| غارا            | أكيرا إيشيدا    |
| جيرايا          | هوتشو أوتسكا    |
| شيزوني          | كيكو نيموتو     |
| تسونادي         | ماساكو كاتسكي   |
| ساسوكي أوتشيها  | نورياكي سغياما  |
| تيماري          | رومي باكو       |
| هيروكو          | سويتشيرو هوشي   |
| كانكرو          | ياسيوكي كاسي    |

## وصلات خارجية
- الموقع الرسمي
- الموقع الرسمي
- مقالات تستعمل روابط فنية بلا صلة مع ويكي بيانات
- فلم ناروتو شيبودن: إرادة النار (فيلم) في شبكة أخبار الأنمي